# Molophilus manjimupensis
Molophilus manjimupensis là một loài ruồi trong họ Limoniidae. Chúng phân bố ở miền Australasia.